# 8609 Shuvalov
8609 Shuvalov este un asteroid din centura principală de asteroizi.

## Descriere
Acest asteroid a fost descoperit pe 22 august 1977 la Observatorul de Astrofizică din Crimeea de Nikolai Cernîh. El prezintă o orbită caracterizată de o semiaxă mare de 2,41 ua, o excentricitate de circ 0,29 și o înclinație de circa 9,1° în raport cu ecliptica.